# Präsidentschafts- und Parlamentswahl in der Dominikanischen Republik 2020
Die Präsidentschafts- und Parlamentswahl in der Dominikanischen Republik 2020 fand am 5. Juli statt. Gewählt wurden der Präsident, der Vizepräsident, die 190 Mitglieder der Abgeordnetenkammer und die 32 Mitglieder des Senats.
Sie waren ursprünglich für den 17. Mai geplant, wurden aber aufgrund der COVID-19-Pandemie verschoben. Es waren die zweiten Wahlen seit 1994, bei denen Präsident und Kongress sowie die 20 Sitze für das Zentralamerikanische Parlament wieder gleichzeitig gewählt wurden, und die ersten in der dominikanischen Geschichte, bei denen sie gleichzeitig und direkt gewählt wurden.
Die Wahlbeteiligung betrug 55,29 % (in der Dominikanischen Republik herrscht für Stimmbürger unter 70 Jahren Wahlpflicht; trotzdem gehen jeweils 30–50 % nicht wählen).

## Voraussetzungen
Nach der Verfassung von 1966 ist die Dominikanische Republik eine präsidiale Republik. Staatsoberhaupt und oberster Inhaber der Exekutive (Regierungschef) ist der für vier Jahre direkt gewählte Präsident. Er wird nach dem Zwei-Runden-System gewählt: Wenn im ersten Wahlgang kein Kandidat 50 % + mindestens 1 Stimme der Gesamtstimmen erhält, findet eine Stichwahl zwischen den beiden Kandidaten statt, die im ersten Wahlgang am meisten Stimmen erzielt haben. Nach dem Vorbild der USA wird der Vizepräsident zusammen mit dem Präsidenten gewählt.
Nach der Präsidentschaftswahl 1994, die Joaquín Balaguer unter umstrittenen Bedingungen knapp gegen José Francisco Peña Gómez gewann, setzte die Opposition durch, dass die Amtszeit Balaguers auf zwei Jahre verkürzt wurde. Seither fanden die Präsidentschafts- und die Parlamentswahlen getrennt, je alle zwei Jahre, statt. 2010 wurde die Amtszeit des Parlaments auf sechs Jahre ausgedehnt, um Präsidentschafts- und Parlamentswahlen wieder gemeinsam durchführen zu können.
Die unmittelbare Wiederwahl wurde 1994 in der Verfassung verboten, 2003 für eine einmalige unmittelbare Wiederwahl wieder erlaubt und 2010 wieder verboten. 2015 setzte der regierende Partido de la Liberación Dominicana (PLD) entgegen seiner bisherigen Politik durch, dass die unmittelbare einmalige Wiederwahl wieder erlaubt wurde, um dem Amtsinhaber Danilo Medina die Wiederwahl zu ermöglichen. Medina versuchte auch im Hinblick auf die Wahl 2020, die Verfassung zu ändern, um eine Kandidatur sogar für eine zweite Wiederwahl zu ermöglichen, stieß aber in der eigenen Partei und bei Verfassungsrechtlern auf Widerstand und schreckte schließlich davor zurück. Stattdessen baute er in kurzer Zeit den bis dahin relativ unbekannten Minister Gonzalo Castillo als Präsidentschaftskandidaten auf, erklärtermaßen als Platzhalter, um ihm, Medina, eine weitere Kandidatur 2024 zu ermöglichen.

## Kandidaten
| Kandidaten                      | Kandidaten                | Partei |
| Präsident                       | Vizepräsident             | Partei |
| ------------------------------- | ------------------------- | --- |
| Gonzalo Castillo                | Margarita Cedeño          | Partido de la Liberación Dominicana (PLD) – Wahlbündnis: - Partido de la Liberación Dominicana (PLD) – No. 1 - Partido Revolucionario Dominicano (PRD) – No. 4 - Movimiento Democrático Alternativo (MODA) – No. 6 - Partido Cívico Renovador (PCR) – No. 12 - Unión Democrática Cristiana (UDC) – No. 15 - Partido Popular Cristiano (PPC) – No. 19 - Partido de Acción Liberal (PAL) – No. 21 - Partido Demócrata Popular (PDP) – No. 24 - Partido Revolucionario Independiente (PRI) – No. 25 |
| Luis Abinader                   | Raquel Peña de Antuña     | Partido Revolucionario Moderno (PRM) – Wahlbündnis: - Partido Revolucionario Moderno (PRM) – No. 2 - Frente Amplio (FA) – No. 9 - Partido Humanista Dominicano (PHD) – No. 10 - Dominicanos por el Cambio (DxC) – No. 13 - Partido Revolucionario Social Demócrata (PRSD) – No. 16 - Alianza por la Democracia (APD) – No. 22 - País Posible (PP) – No. 27 |
| Leonel Fernández                | Sergia Elena de Séliman   | Fuerza del Pueblo – Wahlbündnis: - Partido Reformista Social Cristiano (PRSC) – No. 3 - Bloque Institucional Social Demócrata (BIS) – No. 5 - Partido de Unidad Nacional (PUN) – No. 7 - Partido Quisqueyano Demócrata Cristiano (PQDC) – No. 11 - Fuerza Nacional Progresista (FNP) – No. 17 - Fuerza del Pueblo (FP) – No. 18 |
| Guillermo Moreno García         | Agustín González Morel    | Alianza País (ALPAÍS) – No. 8 |
| Ismael Reyes Cruz               | Frank Gene Troncoso Haché | Partido Demócrata Institucional (PDI) – No. 23 |
| Juan Cohen                      | Hugo McFarlane Kaluche    | Partido Nacional Voluntad Ciudadana (PNVC) – No. 26 |
|                                 |                           | |
| Quelle: Junta Central Electoral |                           | |

## Wahl
Der amtierende Präsident Danilo Medina vom PLD durfte sich nicht zur Wiederwahl stellen, da er seit 2012 zwei aufeinanderfolgende Amtszeiten absolviert hatte und die Verfassung eine zweite unmittelbare Wiederwahl verbietet. Insgesamt waren 7,53 Millionen Dominikaner aufgerufen, ihre Stimme abzugeben.
Zur Wahl traten sechs Kandidaten an. Favorit im Wahlkampf war laut Umfragen Luis Abinader vom oppositionellen Partido Revolucionario Moderno (PRM). Abinader hatte die am 6. Oktober 2019 erstmals als Volkswahl durchgeführte Nominationsvorwahl wie schon vier Jahre zuvor überlegen gegen den früheren Präsidenten Hipólito Mejía gewonnen. Der PRM hatte sich 2014 vom Partido Revolucionario Dominicano (PRD) abgespalten, worauf dieser in die Wahlallianz des früheren Gegners PLD eintrat. Abinader war schon 2016 größter Herausforderer Danilo Medinas gewesen. Als seine Hauptkonkurrenten für die Wahl 2020 galten der ehemalige Präsident Leonel Fernández von der Fuerza del Pueblo vor Gonzalo Castillo vom regierenden PLD. Noch vor der Wahl fiel Fernández in den Umfragen hinter Castillo zurück. Fernández hatte die von ihm mitgegründete Regierungspartei PLD nach seiner Nichtnomination verlassen und kandidierte als Mitglied der neu gegründeten bzw. durch Umbenennung der mit dem PLD verbundenen Kleinpartei Partido de los Trabajadores Dominicanos geschaffenen Partei Fuerza del Pueblo.
Luis Abinader gewann im ersten Wahlgang über 50 % der Stimmen und setzte sich damit schon in der ersten Runde durch. Während der Wahlauszählung räumte Castillo seine Niederlage ein und erklärte, dass die offizielle Auszählung „zeigt, dass es einen unumkehrbaren Trend gibt und dass wir von jetzt an einen gewählten Präsidenten haben…“ Fernández räumte seine sehr klare Niederlage ebenfalls ein. Mit dem Unternehmer Abinader wurde ein Präsident gewählt, der nie zuvor ein öffentliches Amt bekleidet hatte.
Die 16-jährige, abgesehen von einer Unterbrechung Anfang 2000 sogar seit 1996 bestehende Herrschaft des regierenden PLD endete damit. Der PRM gewann auch die absolute Mehrheit der Sitze im Senat (19 von 32 Sitzen, davon PRM 18) und einschließlich der Wahlallianzen auch in der Abgeordnetenkammer (98 von 190 Sitzen, davon PRM 86, nach zwei durch das Wahlgericht TSE aberkannten und dem PRM sowie dem PHD zugesprochenen Wahlen und nach einem Parteiübertritt vom PLD zum PRM sogar 101 von 190 Sitzen, davon PRM 88). Die Gründe für den Niedergang des PLD, der die – allerdings bereits von Unregelmäßigkeiten begleitete – Wahl 2016 noch mit dem Rekordergebnis von 61,7 % gewonnen hatte, sehen Beobachter vor allem in verschiedenen Korruptionsskandalen und in den parteiinternen Grabenkämpfen. Proteste gegen die Korruption unter Führung der Bewegung Marcha Verde begannen schon Anfang 2017, als bekannt wurde, dass Mitglieder des PLD in den Schmiergeldskandal des brasilianischen Baukonzerns Odebrecht verwickelt waren. Auch Medinas Versuche, die Verfassung zu ändern, um eine erneute Wiederwahl zu ermöglichen, und der darauf einsetzende parteiinterne Machtkampf, der in der umstrittenen und von Fernández als Betrug bezeichneten knappen Niederlage Fernández’ bei der Nominationsvorwahl und in dessen Gründung der neuen Partei Fuerza del Pueblo gipfelte, dürften für den Niedergang des PLD verantwortlich sein. Der Trend zeigte sich bereits bei den Kommunalwahlen vom 16. Februar 2020, die wegen nicht funktionierender automatischer Wahlsysteme abgebrochen und auf den 15. März 2020 verschoben werden mussten, worauf sich die allgemeine Unzufriedenheit mit den politischen Verhältnissen in gewalttätigen Protesten entlud. Einschließlich der Wahlallianzen gewann die Regierungspartei von den 158 Bürgermeisterämtern noch 65, der oppositionelle PRM 81.
Der Wahlsonntag verlief weitgehend ruhig. Die US-Botschaft gratulierte dem dominikanischen Volk offiziell zu den erfolgreichen demokratischen Wahlen. Sie wurden allerdings durch einen Vorfall vor einem Wahllokal in Santo Domingo überschattet, bei dem nach Medienberichten ein PRM-Mitglied erschossen wurde. Der Tatverdächtige war zunächst flüchtig, bevor er einige Tage später verhaftet werden konnte.
Die Wahl stellte insofern eine Neuausrichtung dar, als der PRM damit den Status einer sogenannten Majoritätspartei gewann, während der Partido Reformista Social Cristiano (PRSC) und der PRD, der zum zweiten Mal in Folge ein schlechtes Wahlergebnis erlitt und den niedrigsten Gesamtstimmenanteil sowie die niedrigste Sitzzahl in seiner Geschichte verzeichnen musste, diesen verloren. Die Fuerza del Pueblo, die von der Junta Central Electoral nicht als Majoritätspartei anerkannt wurde, hat dagegen Rekurs eingelegt (als „Majoritätsparteien“ werden Parteien anerkannt, die in den letzten Wahlen über alle drei Ebenen – Präsident, Kongress und Kommunen – einen Stimmenanteil von mindestens 5 % erreicht haben; sie haben mit 80 % den größten gesetzlichen Anspruch auf finanzielle staatliche Unterstützung durch die zur Verfügung stehenden Mittel, die 0,5 % des Volkseinkommens in Wahljahren und 0,25 % in Zwischenjahren betragen).
Abinader wurde am 16. August 2020 offiziell als Präsident vereidigt.

## Ergebnisse

### Präsidentschaftswahl
| Kandidaten                              | Kandidaten              | Stimmen   | %    | Listen                              | Stimmen   | %    |
| --------------------------------------- | ----------------------- | --------- | ---- | ----------------------------------- | --------- | ---- |
|                                         | Luis Abinadergewählt    | 2.154.866 | 52,5 | Partido Revolucionario Moderno      | 1.998.407 | 48,7 |
| Dominicanos por el Cambio               | Luis Abinadergewählt    | 2.154.866 | 52,5 | 31.511                              | 0,8       |      |
| Partido Humanista Dominicano            | Luis Abinadergewählt    | 2.154.866 | 52,5 | 29.231                              | 0,7       |      |
| Frente Amplio                           | Luis Abinadergewählt    | 2.154.866 | 52,5 | 27.270                              | 0,7       |      |
| País Posible                            | Luis Abinadergewählt    | 2.154.866 | 52,5 | 26.617                              | 0,6       |      |
| Partido Revolucionario Social Demócrata | Luis Abinadergewählt    | 2.154.866 | 52,5 | 26.166                              | 0,6       |      |
| Alianza por la Democracia               | Luis Abinadergewählt    | 2.154.866 | 52,5 | 15.664                              | 0,4       |      |
|                                         | Gonzalo Castillo        | 1.537.078 | 37,5 | Partido de la Liberación Dominicana | 1.352.842 | 33,0 |
| Partido Revolucionario Dominicano       | Gonzalo Castillo        | 1.537.078 | 37,5 | 97.655                              | 2,4       |      |
| Partido Cívico Renovador                | Gonzalo Castillo        | 1.537.078 | 37,5 | 24.626                              | 0,6       |      |
| Movimiento Democrático Alternativo      | Gonzalo Castillo        | 1.537.078 | 37,5 | 22.286                              | 0,5       |      |
| Partido Popular Cristiano               | Gonzalo Castillo        | 1.537.078 | 37,5 | 12.060                              | 0,3       |      |
| Unión Demócrata Cristiana               | Gonzalo Castillo        | 1.537.078 | 37,5 | 10.769                              | 0,3       |      |
| Partido de Acción Liberal               | Gonzalo Castillo        | 1.537.078 | 37,5 | 9.379                               | 0,2       |      |
| Partido Demócrata Popular               | Gonzalo Castillo        | 1.537.078 | 37,5 | 4.001                               | 0,1       |      |
| Partido Revolucionario Independiente    | Gonzalo Castillo        | 1.537.078 | 37,5 | 3.460                               | 0,1       |      |
|                                         | Leonel Fernández        | 365.226   | 8,9  | Fuerza del Pueblo                   | 233.538   | 5,7  |
| Partido Reformista Social Cristiano     | Leonel Fernández        | 365.226   | 8,9  | 73.913                              | 1,8       |      |
| Partido de Unidad Nacional              | Leonel Fernández        | 365.226   | 8,9  | 19.973                              | 0,5       |      |
| Bloque Institucional Social Demócrata   | Leonel Fernández        | 365.226   | 8,9  | 16.571                              | 0,4       |      |
| Partido Quisqueyano Demócrata Cristiano | Leonel Fernández        | 365.226   | 8,9  | 13.133                              | 0,3       |      |
| Fuerza Nacional Progresista             | Leonel Fernández        | 365.226   | 8,9  | 8.098                               | 0,2       |      |
|                                         | Guillermo Moreno García | 39.458    | 1,0  | Alianza País                        | 39.458    | 1,0  |
|                                         | Ismael Reyes Cruz       | 3.484     | 0,1  | Partido Demócrata Institucional     | 3.484     | 0,1  |
|                                         | Juan Cohen              | 3.250     | 0,1  | Partido Nacional Voluntad Ciudadana | 3.250     | 0,1  |
| Gesamt                                  | Gesamt                  | 4.103.362 | 100  |                                     | 4.103.362 | 100  |
|                                         |                         |           |      |                                     |           |      |
| Ungültige Stimmen                       | Ungültige Stimmen       | 59.943    | –    |                                     |           |      |
| Wähler                                  | Wähler                  | 4.163.305 | 55,3 |                                     |           |      |
| Wahlberechtigte                         | Wahlberechtigte         | 7.529.932 |      |                                     |           |      |
|                                         |                         |           |      |                                     |           |      |
| Quelle: Junta Central Electoral         |                         |           |      |                                     |           |      |

### Parlamentswahl

#### Abgeordnetenkammer

##### Inland
| Listen                                                   | Stimmen   | %    | Mandate |
| -------------------------------------------------------- | --------- | ---- | ------- |
| Partido Revolucionario Moderno                           | 1.568.168 | 40,4 | 79      |
| Partido de la Liberación Dominicana                      | 1.245.048 | 32,1 | 74      |
| Partido Revolucionario Dominicano                        | 215.287   | 5,5  | 4       |
| Fuerza del Pueblo                                        | 162.905   | 4,2  | 3       |
| Partido Reformista Social Cristiano                      | 158.890   | 4,1  | 6       |
| Alianza País                                             | 68.662    | 1,8  | 1       |
| Dominicanos por el Cambio                                | 44.500    | 1,1  | 2       |
| Partido Humanista Dominicano                             | 41.990    | 1,1  | 1       |
| Partido Cívico Renovador                                 | 39.222    | 1,0  | –       |
| Bloque Institucional Social Demócrata                    | 36.320    | 0,9  | 2       |
| Partido Revolucionario Social Demócrata                  | 32.490    | 0,8  | 1       |
| Movimiento Democrático Alternativo                       | 32.245    | 0,8  | –       |
| Frente Amplio                                            | 29.509    | 0,8  | 2       |
| Partido de Unidad Nacional                               | 26.354    | 0,7  | –       |
| Alianza por la Democracia                                | 26.062    | 0,7  | 2       |
| Partido Popular Cristiano                                | 20.489    | 0,5  | –       |
| Partido Quisqueyano Demócrata Cristiano                  | 18.933    | 0,5  | –       |
| Unión Demócrata Cristiana                                | 17.849    | 0,5  | –       |
| Partido de Acción Liberal                                | 17.337    | 0,4  | –       |
| Partido Liberal Reformista                               | 15.652    | 0,4  | 1       |
| País Posible                                             | 14.181    | 0,4  | –       |
| Partido Revolucionario Independiente                     | 11.982    | 0,3  | –       |
| Fuerza Nacional Progresista                              | 10.501    | 0,3  | –       |
| Partido Demócrata Popular                                | 10.178    | 0,3  | –       |
| Partido Nacional Voluntad Ciudadana                      | 9.130     | 0,2  | –       |
| Partido Demócrata Institucional                          | 7.368     | 0,2  | –       |
| Gesamt                                                   | 3.881.252 | 100  | 178     |
|                                                          |           |      |         |
| Ungültige Stimmen                                        | 144.286   | 3,6  |         |
| Wähler                                                   | 4.025.538 | 58,1 |         |
| Wahlberechtigte                                          | 6.934.053 |      |         |
|                                                          |           |      |         |
| Quellen: Junta Central Electoral, Stimmen – WK – Mandate |           |      |         |

##### Ausland
- Partido Revolucionario Moderno: 7 / 7 Mandate (Ergebnis)